# Вопанян, Гиневан Мисакович
Гиневан Мисакович Вопанян (23 февраля 1923 года — 24 января 1993 года) — наводчик орудия батареи 45-миллиметровых пушек 526-го стрелкового полка (89-я Таманская Краснознамённая ордена Красной Звезды стрелковая дивизия, 38-й стрелковый корпус, 33-я армия, 1-й Белорусский фронт), сержант, участник Великой Отечественной войны, кавалер ордена Славы трёх степеней.

## Биография
Родился 23 февраля 1923 года в селе Фантан ныне Котайкской области (Армения) в крестьянской семье. Армянин..
В 1939 году окончил 8 классов. Работал в колхозе.
В Красной Армии с 15 марта 1942 года. Призван Ахтинским РВК, Армянская ССР, Ахтинский район. В действующей армии с 14 августа 1942 года. Воевал в батарее 45-миллиметровых пушек 526-го стрелкового полка (89-й Таманской Краснознамённой ордена Красной Звезды стрелковой дивизии (одна из 7 армянских дивизий в составе ВС СССР) на Закавказском и Северо-Кавказском фронтах в составе Отдельной Приморской армии, на 1-м Белорусском фронте.
В октябре 1943 года в наступательном бою на подступах к станице Тамань Темрюкского района Краснодарского края действовал в составе орудийного расчёта. Сопровождая пехоту, артиллеристы уничтожили 4 огневые точки противника. Приказом командира полка (в приказе Вопанян Гиневан Мисакович) был награждён медалью «За отвагу».
С 23 по 30 января 1944 года расчёт артиллерийского орудия, в котором наводчиком был красноармеец Вопанян, в боях за город Керчь действовал в боевом порядке стрелкового подразделения. Артиллеристы в этом бою уничтожили 3 огневые точки противника с их расчётами.
Приказом командира 89-й стрелковой дивизии генерал-майора Сафарян, Н. Г. от 22 февраля 1944 года сержант Вопанян Гиневан Мисакович награждён орденом Славы 3-й степени.
В боях на подступах к городу Севастополь 9 мая 1944 года Гиневан Вопанян со своим расчётом, поддерживая наступление стрелков, уничтожил 2 огневые точки и до 10 немецких солдат. В районе городского аэродрома артиллеристы уничтожили крупнокалиберный пулемёт противника. За этот бой был представлен командиром полка к награждению орденом Отечественной войны 2-й степени.
Приказом командующего Отдельной Приморской армией генерал-лейтенанта К. С. Мельник от 26 июня 1944 года сержант Вопанян Гиневан Мисакович награждён орденом Славы 2-й степени.
Особенно отличился в ходе Варшавско-Познанской наступательной операции при отражении контратаки противника в районе деревни Длутув ныне Пабяницкого повята Лодзинского воеводства (Польша). 21 января 1945 года огнём орудия подбил бронетранспортёр и уничтожил до 10 немецких солдат. 6 февраля 1945 года в бою за удержание плацдарма южнее города Франкфурт-на-Одере (земля Бранденбург, Германия) был ранен осколком бомбы, но не покинул поле боя и продолжал вести огонь по противнику.
Указом Президиума Верховного Совета СССР от 31 мая 1945 года за образцовое выполнение боевых заданий командования на фронте борьбы с немецкими захватчиками и проявленные при этом доблесть и мужество сержант Вопанян Гиневан Мисакович награждён орденом Славы 1-й степени. Стал полным кавалером ордена Славы.
В уличных боях в городе Берлин (Германия) 29 апреля 1945 года Г. М. Вопанян уничтожил огневую точку противника и немецкого солдата, вооружённого панцерфаустом. Приказом командира полка награждён второй медалью «За отвагу». В приказе о награждении отмечено:

Наградить ездового 45 мм батареи красноармейца Вопанян, который в боях за Берлин, при сильном обстреле противника на расстоянии 50 метров от противника, поставлял снаряды к орудию.— 
В феврале 1947 года старшина Вопанян Г. М. демобилизован. Вернулся в родное село Фантан. Работал председателем сельского Совета в селе[az-libr.ru/Persons/2EF/cf9589bb/index.shtml Вопанян Гиневан Мисакович]..
Старшина в отставке.
Умер 24 января 1991 года. похоронен село Фантан Котайкской области Армения.

## Награды
- Орден Отечественной войны I степени (11.03.1985)[7]
- Орден Славы 1-й (31.05.1945)[2][8], 2-й (26.06.1944)[4] и 3-й (22.02.1944)[2][3] степеней

- медали, в том числе:
  - «За отвагу» (11.10.1943)[9].
  - «За отвагу» (07.05.1945)[5].
  - «За оборону Кавказа»(9.5.1945)[10].
  - «В ознаменование 100-летия со дня рождения Владимира Ильича Ленина» (6 апреля 1970)
  - «За победу над Германией» (9 мая 1945[11])[12].
  - «За взятие Берлина»(9.5.1945)[10].
  - «20 лет Победы в Великой Отечественной войне 1941—1945 гг.» (7 мая 1965[13])
  - «30 лет Победы в Великой Отечественной войне 1941—1945 гг.»[14]
  - Медаль «Сорок лет Победы в Великой Отечественной войне 1941-1945 гг.»[15]
  - «За трудовое отличие»
  - «Ветеран труда»
  - «30 лет Советской Армии и Флота»[16]
  - «40 лет Вооружённых Сил СССР»[17]
  - «50 лет Вооружённых Сил СССР» (26 декабря 1967[18])
  - «60 лет Вооружённых Сил СССР» (28 января 1978[19])

- Знак «25 лет победы в Великой Отечественной войне» (1970)

## Память
- На могиле установлен надгробный памятник
- Его имя увековечено в Главном Храме Вооружённых сил России, и навсегда запечатлено на мемориале «Дорога памяти»[20].